# Star Trek: Seria originală
Star Trek este un serial științifico-fantastic de televiziune, creat de Gene Roddenberry, care a fost transmis în Statele Unite ale Americii și în sudul Canadei de canalul NBC în perioada 8 septembrie 1966 - 3 iunie 1969.
Deși această serie TV avea inițial titlul Star Trek, ea a primit mai târziu denumirea Star Trek: The Original Series (Star Trek: Seria originală) pentru a se face diferența față de numeroasele continuări ale acestui serial și, de asemenea, față de universul fictiv pe care l-a creat. Star Trek a avut o audiență scăzută pe canalul NBC, motiv pentru care a fost anulat după trei sezoane și 79 de episoade. Serialul a căpătat statutul de idol din anii 1970, dând naștere a numeroase alte serii de televiziune (10 în 2022), 13 filme de lung metraj și numeroase cărți, jocuri, și alte produse.
Acțiunea are loc în secolul al XXIII-lea. Seria originală Star Trek urmărește aventurile navei spațiale Enterprise și ale echipajului său, condus de căpitanul James T. Kirk (William Shatner), secundul Spock (Leonard Nimoy) și medicul șef, ofițerul Leonard McCoy (DeForest Kelley). Introducerea făcută de Shatner la începutul fiecărui episod descrie misiunea navei:
„Spațiul: ultima frontieră. Acestea sunt călătoriile navei stelare Enterprise. Misiunea ei pe cinci ani: să exploreze lumi noi și stranii, să caute noi forme de viață și noi civilizații, să meargă cu curaj acolo unde niciun om nu a mai fost vreodată.”

## Creare și dezvoltare
În 1964, Gene Roddenberry, un vechi fan al genului science fiction, schița o propunere pentru un serial de televiziune științifico-fantastic, pe care l-a intitulat Star Trek. Acțiunea serialului avea să se petreacă în secolul 23, la bordul unei uriașe nave interstelare, al cărei echipaj avea ca misiune explorarea unei porțiuni relativ mici a galaxiei noastre, Calea Lactee.
Printre sursele de inspirație pentru această idee, Roddenberry a enumerat romanul lui A. E. van Vogt despre o navă spațială numită Space Beagle, seria de povestiri Marathon a lui Eric Frank Russell și filmul Planeta interzisă (1956). S-au făcut paralele și cu serialul de televiziune Rocky Jones, Space Ranger (1954), o space opera mai puțin sofisticată, care conținea multe dintre elementele — organizarea, relațiile dintre membrii echipajului, misiunile, o parte a aranjării punții și chiar unele dispozitive tehnologice — ce au constituit serialul Star Trek. Roddenberry s-a bazat mult și pe romanele cu Horatio Hornblower ale lui C.S. Forrester, care prezintă un dârz căpitan de navă ce conduce, cu o mână blândă, o navă maritimă aflată într-o misiune nobilă. Roddenberry se referea deseori la căpitanul Kirk ca la un „Horatio Hornblower în spațiu”.
Roddenberry avea o experiență vastă în a scrie scenarii pentru seriale western, care fuseseră populare în prima parte a anilor 1960 și în anii 1950, motiv pentru care și-a prezentat noul serial rețelelor de televiziune ca un „Wagon Train spre stele”. În 1964, Roddenberry a semnat un contract de dezvoltare de programe pe trei ani cu o importantă companie de producție independentă, Desilu Productions. În concepția originală a lui Roddenberry, protagonistul era căpitanul Robert April al navei stelare S.S. Yorktown. Acest personaj a fost transformat apoi în căpitanul Christopher Pike.
Roddenberry a prezentat pentru prima dată serialul Star Trek companiei CBS, care l-a refuzat în favoarea creației lui Irwin Allen, Lost in Space. Roddenberry și-a prezentat apoi ideea șefului Studiourilor Desilu — Herb Solow — care a acceptat-o în cele din urmă. Solow a vândut ulterior conceptul lui Gene pentru Star Trek companiei NBC, care a plătit, dar apoi a refuzat primul episod pilot „The Cage”, motivând că acesta era „prea cerebral”. Totuși, producătorii NBC fuseseră impresionați de idee, și au înțeles că o parte dintre problemele serialului se datorau scenariului, pe care-l aleseseră chiar ei. Aceștia au luat apoi neobișnuita decizie de a finanța un al doilea episod pilot, după scenariul intitulat „Where No Man Has Gone Before”. Doar personajul d-lui Spock, interpretat de Leonard Nimoy, a fost păstrat din primul pilot, și numai doi actori - Majel Barrett și Nimoy - au continuat să joace și în al doilea pilot. Acest episod s-a dovedit a fi pe placul celor de la NBC, care au selectat Star Trek pentru a face parte din viitoarea grilă de programe pentru toamna anului 1966.
Al doilea episod pilot a introdus restul personajelor principale: căpitanul Kirk (William Shatner), inginerul șef lt. comandor Scott (James Doohan) și lt. Sulu (George Takei). Paul Fix l-a interpretat pe dr. Mark Piper în al doilea pilot; medicul navei Leonard McCoy (DeForest Kelley) s-a alăturat celorlalți actori după începerea filmărilor pentru primul sezon, și a rămas pe tot parcusul serialului, obținând chiar statutul de al treilea star al seriei. Echipajului permanent al navei i s-a mai alăturat și ofițerul de comunicații lt. Uhura (Nichelle Nichols), prima femeie afro-americană care a jucat un rol atât de important într-un serial de televiziune american. Walter Koenig s-a alăturat distribuției în rolul sublocotenentului Pavel Chekov în cel de-al doilea sezon.

## Producție
Printre persoanele care au lucrat la producția serialului s-a numărat directorul artistic Matt Jefferies. Jefferies a proiectat nava stelară Enterprise și majoritatea interioarelor sale. Contribuția sa la succesul serialului a fost omagiată prin denumirea de „Tub Jefferies”, dată coloanelor de serviciu din interiorul navelor prezentate în diversele serii Star Trek. Pe lângă faptul că a lucrat cu fratele său, John Jefferies, pentru a crea fazerele, armele de mână din Star Trek, Jefferies a proiectat și puntea navei Enterprise (pe baza unui model anterior al lui Pato Guzman). Jeffries și-a folosit experiența practică acumulată ca aviator în timpul celui de-Al Doilea Război Mondial, ca și cunoștințele sale despre construcția aeronavelor, pentru a crea o punte elegantă, funcțională și ergonomică.
Costumierul serialului Star Trek, Bill Theiss, a creat aspectul frapant al uniformelor Flotei Stelare pentru membrii echipajului de pe nava Enterprise, costumele pentru actrițele invitate și pentru diverse specii extraterestre, cum ar fi klingonienii, vulcanienii, romulanii, tellariții, andorienii și mulți alții.
Artistul și sculptorul Wah Chang, care lucrase pentru Walt Disney Productions, a fost angajat pentru a se ocupa de elementele de recuzită: el a creat comunicatorul cu clapă, deseori citat ca sursă de inspirație pentru aspectul telefonului mobil. Chang a mai proiectat „tricorder-ul”, un dispozitiv portabil de analiză, înregistrare și calcul, și multe alte aparate fictive, folosite de inginerii și personalul medical de pe navă. După debutul serialului, el a contribuit la crearea unor rase extraterestre memorabile, ca Gorn și Horta.

### NBC

#### Sezonul 1 (1966–1967)

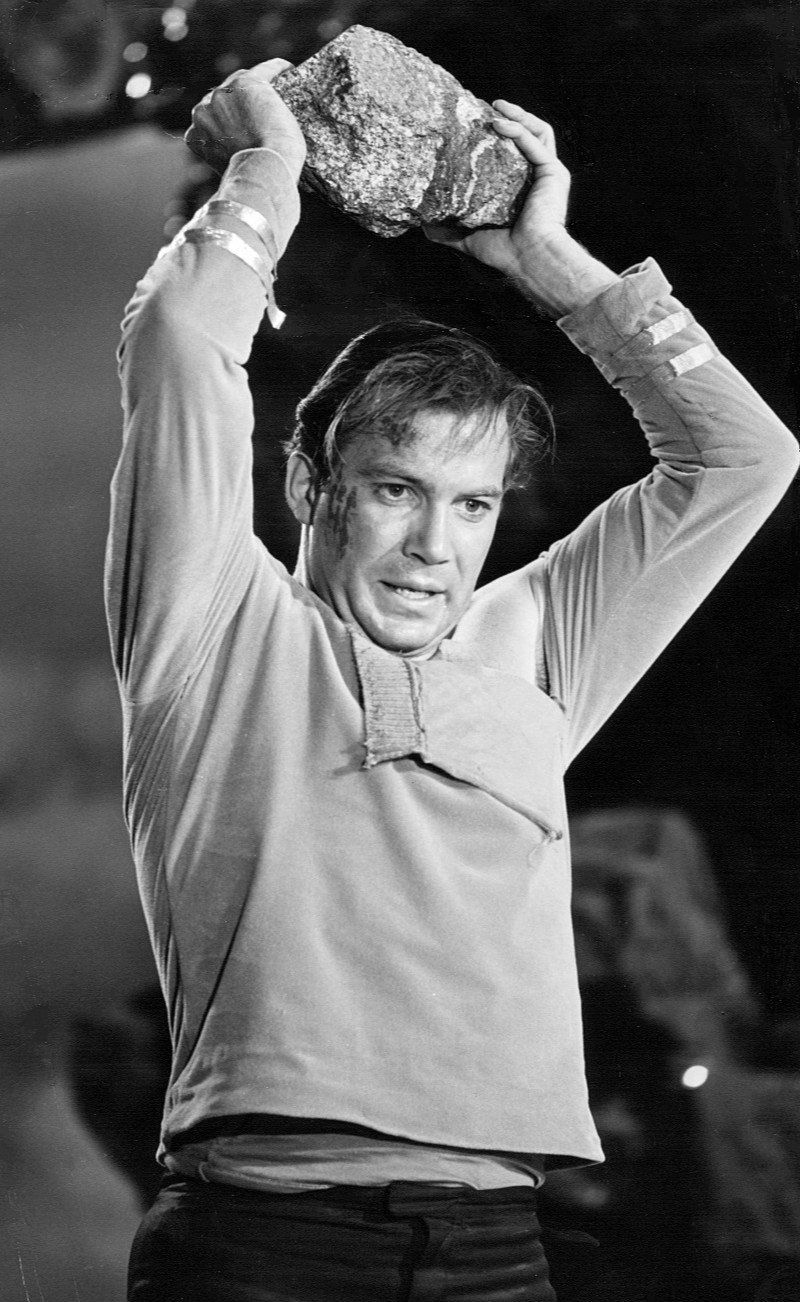
William Shatner în rolul lui Kirk, în primul episod al serialului din 1966.

NBC a comandat 16 episoade ale serialului Star Trek, în afară de „Where No Man Has Gone Before”. Primul episod săptămânal al serialului a fost difuzat joi, pe 8 septembrie 1966, în intervalul orar 20:30-21:30, în cadrul programului de avanpremiere ale canalului NBC. Impresiile criticilor au fost diverse; în timp ce ziarele The Philadelphia Inquirer și San Francisco Chronicle au apreciat serialul, publicațiile The New York Times și Boston Globe au fost mai puțin favorabile, iar Variety prezicea că serialul „nu va funcționa”, numindu-l „un amestec incredibil și nefericit de confuzie și complexitate”. Debutând alături de programe care erau în mare parte reluări, Star Trek și-a câștigat repede locul de lider, cu o cotă de piață de 40.6. Însă, săptămâna următoare, fiind la concurență cu alte seriale noi, a căzut pe locul 2 (cotă de piață 29.4), după CBS. În următoarele două săptămâni, s-a clasat pe locul 33 (din 94 de programe), iar cele două episoade care au urmat au fost pe locul 51 în topul audiențelor.
Cu câțiva ani înainte, audiențele serialului Star Trek din primul sezon i-ar fi determinat pe cei de la NBC să-l anuleze. Totuși, acest post a fost pionierul cercetării în domeniul profilului demografic al telespectatorilor în prima parte a anilor 1960, și, începând cu anul 1967, NBC și alte rețele de televiziune au început să ia în considerare aceste date în procesul lor decizional; de exemplu, CBS a anulat temporar serialul Gunsmoke în acel an pentru că avea prea mulți telespectatori în vârstă și prea puțini tineri. Deși Roddenberry a afirmat mai târziu că NBC nu avea cunoștință de datele demografice favorabile ale serialului Star Trek, chiar cunoașterea faptului că Star Trek avea un public de calitate a fost probabil motivul pentru care compania a continuat să difuzeze serialul după primul și al doilea sezon. NBC a decis să producă încă 10 episoade pentru primul sezon și a comandat un al doilea sezon în martie 1967. Inițial, compania a anunțat că serialul va rula marți, în intervalul 19:30-20:30, dar atunci când programul pe 1967-68 a fost finalizat, a fost plasat în intervalul 20:30-21:30 de vineri, ceea ce a făcut ca tinerii, care constituiau publicul cel mai numeros, să nu mai poată urmări serialul cu ușurință.

#### Sezonul 2 (1967–1968)

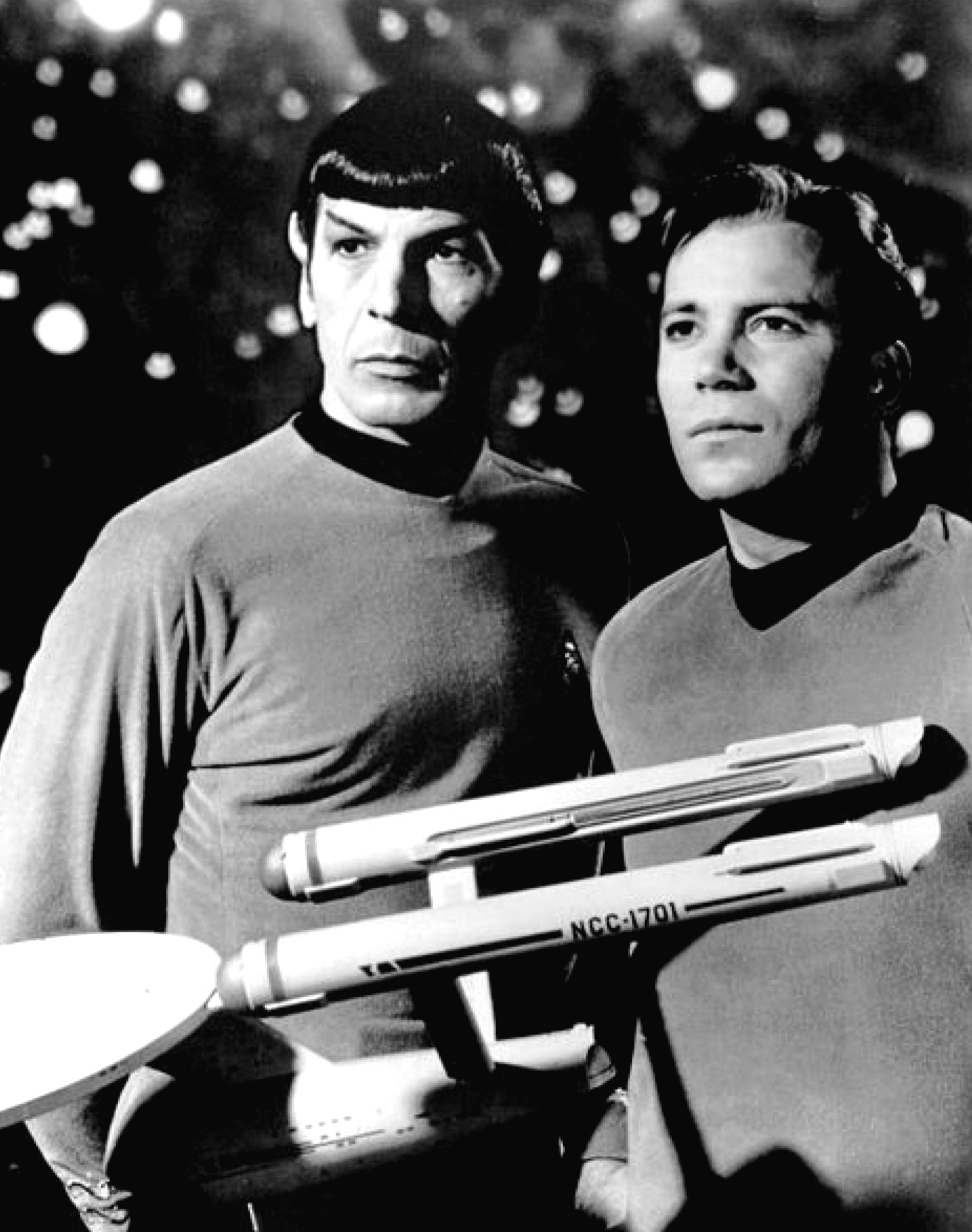
Spock, Kirk și nava Enterprise, 1968.

Audiența serialului Star Trek a continuat să scadă în timpul celui de-al doilea sezon. Deși Shatner se aștepta ca serialul să ia sfârșit după două sezoane și începuse să se pregătească pentru alte proiecte, se poate ca cei de la NBC să nu se fi gândit niciodată serios la anularea serialului. Încă din ianuarie 1968, Associated Press relata că Star Trek avea șanse „excelente” de a continua cu un al treilea sezon. Star Trek avea audiență mai mare pentru NBC decât serialul rival de la ABC, Hondo, iar programele concurente de la CBS erau printre primele 15 în topul audiențelor Nielsen. Din nou, datele demografice au ajutat serialul Star Trek să supraviețuiască. Contrar unei convingeri frecvente printre fani, serialul nu a avut mai mulți telespectatori tineri decât programele rivale atâta timp cât a rulat pe postul NBC. Cercetările făcute de companie au arătat, totuși, că Star Trek avea un „public de calitate”, din care făceau parte „bărbați cu educație superioară și venituri mari”, în timp ce alte seriale NBC aveau audiențe mai mici. Lucrul care i-a surprins totuși pe producătorii de la NBC a fost entuziasmul telespectatorilor serialului Star Trek. Acesta avea neobișnuita calitate de a dezbate cu seriozitate teme sociale contemporane într-un context futurist, spre deosebire de Lost in Space, care era înclinat mai mult spre divertisment.
Atunci când, în 1967, au început să apară zvonuri că serialul risca să fie anulat, Roddenberry a inițiat și a finanțat în secret, iar Bjo Trimble, împreună cu soțul ei și alți fani, au organizat o campanie fără precedent, care a determinat mii de telespectatori să trimită scrisori, în care cereau continuarea serialului. Folosind cele 4000 de nume de pe lista de corespondență a unei convenții science-fiction, soții Trimble i-au rugat pe fani să scrie postului NBC și să convingă alți zece oameni să facă la fel. Postul primise deja 29 000 de scrisori de la fani (mai mult decât pentru orice alt serial, cu excepția The Monkees) pentru Star Trek pe parcursul primului sezon . NBC a primit aproape 116 000 de scrisori doar în perioada decembrie 1967 - martie 1968, din care peste 52 000 numai în luna februarie.. După spusele unui director NBC, postul a primit mai mult de un milion de scrisori, dar a făcut publică doar cifra de 116 000. Editorialiștii încurajau cititorii să trimită scrisori pentru a ajuta la salvarea a ceea ce unul dintre ei numea „cel mai bun serial science fiction difuzat în prezent”. În ianuarie 1968, peste 200 de studenți de la Institutul de Tehnologie din California au marșat spre studioul NBC din Burbank, California pentru a susține serialul Star Trek. Studenții de la Berkeley și MIT au organizat proteste similare în San Francisco și New York.
Scrisorile trimise în sprijinul serialului Star Trek, printre ale căror autori se număra guvernatorul New York-ului Nelson Rockefeller, erau diferite cantitativ, dar și calitativ de majoritatea corespondeței primite de posturile de televiziune:
„Conform celor 6000 de scrisori pe care le generează pe săptămână (mai mult decât oricare alt program de televiziune), serialul este urmărit de oameni de știință, curatori ai muzelor, psihiatri, medici, profesori universitari și alte persoane din înalta societate. Institutul Smithsonian a solicitat a copie a serialului pentru arhivele sale, Star Trek fiind singurul care a avut parte de o asemenea onoare.”
și
„Majoritatea scrisorilor veneau de la medici, savanți, profesori și alți profesioniști, și erau în mare parte scrise într-un stil elevat și pe o hârtie de calitate. Iar, obiectivul cel mai important al unui post de televiziune, pe lângă un rating Nielsen bun, este să aibă prestigiul unui serial care atrage telespectatori din rândul clasei de mijloc și al intelectualilor.”
NBC a luat neobișnuita decizie de a anunța după episodul „The Omega Glory”, pe 1 martie 1968, că serialul avea să continue. Anunțul conținea implicit apelul ca fanii să nu mai trimită scrisori, dar i-a determinat pe aceștia să expedieze mesaje de mulțumire într-o cantitate similară.

#### Sezonul 3 (1968–1969)
Planul inițial al celor de la NBC a fost să difuzeze al treilea sezon al serialului Star Trek lunea, cu speranța că audiența se va mări în urma suprinzătoarei campanii de scrisori. În schimb, în martie 1968, NBC a decis să mute serialul la orele 22:00, în intervalul mort al serii de vineri, o oră nepotrivită pentru telespectatorii tineri. Decizia a fost luată pentru a nu face concurență serialului de mare succes Rowan & Martin's Laugh-In, difuzat luni seara. Pe lângă intervalul orar nefavorabil, Star Trek putea fi urmărit doar pe 181 din cele 210 canale afiliate NBC.
Roddenberry, care spunea cu amărăciune că „dacă NBC vrea să ne omoare, n-ar fi putut găsi o soluție mai bună”, a încercat să convingă postul să acorde serialului Star Trek o zi și o oră de difuzare mai bune, însă fără succes. În consecință, el a decis să renunțe la tensiunea zilnică pe care o implica producția serialului, deși a rămas doar cu numele în funcția de „producător executiv”. Roddenberry și-a redus gradul de implicare directă înainte de începerea sezonului 1968-69, fiind înlocuit de Fred Freiberger în postul de producător. NBC a redus apoi semnificativ bugetul Star Trek de la episod la episod, deoarece prețul pentru publicitate pe minut scăzuse de la 39 000 de dolari la 36 000 de dolari, comparativ cu sezonul 2. Acest lucru a rezultat într-un declin vizibil al calității episoadelor din sezonul 1968-69.
Ultima zi de filmare pentru Star Trek  a fost 9 ianuarie 1969,, iar după 79 de episoade NBC a anulat serialul în februarie, în ciuda încercării fanilor de a organiza o nouă campanie de scrisori.
În 2011, decizia NBC de a anula serialul Star Trek a fost clasată pe locul 4 în topul special al TV Guide, 25 Cele mai mari gafe din televiziune 2

## Sinopsis
Seria descrie povestea echipajului unei nave spațiale și a misiunii de cinci ani a acesteia de a ajunge acolo unde "nici un om nu a ajuns vreodată".

## Distribuția
| Actor             | Rol                       | Funcția                                           | Grad                            |
| ----------------- | ------------------------- | ------------------------------------------------- | ------------------------------- |
| William Shatner   | James T. Kirk             | Ofițer comandant                                  | Căpitan                         |
| Leonard Nimoy     | Spock                     | Secund Ofițer științific                          | Locotenent comandor / Comandant |
| DeForest Kelley   | Leonard "Bones" McCoy     | Ofițer medical principal                          | Locotenent comandor             |
| James Doohan      | Montgomery "Scotty" Scott | Inginer Șef Al doilea ofițer                      | Locotenent comandor             |
| Nichelle Nichols  | Nyota Uhura               | Ofițer Șef Comunicații                            | Locotenent                      |
| George Takei      | Hikaru Sulu               | Cârmaci Arme                                      | Locotenent                      |
| Walter Koenig     | Pavel Chekov              | Navigator Locotenent Securitate Locotenent Tactic | Aspirant                        |
| Grace Lee Whitney | Janice Rand               | Asistent căpitan                                  | Asistent căpitan                |
| Majel Barrett     | Christine Chapel          | Soră medicală principală                          | Locotenent                      |

De la stânga la dreapta: James Doohan, Walter Koenig, DeForest Kelley, Majel Barrett, William Shatner, Nichelle Nichols, Leonard Nimoy și George Takei.

Star Trek și-a transformat actorii din distribuție, în mare parte necunoscuți, în celebrități. Kelley jucase în multe filme și seriale de televiziune, dar avusese în general rolui mici, negative. Nimoy avea și el experiență în filme și televiziune, dar nu era foarte cunoscut. Nimoy mai jucase împreună cu Shatner într-un episod din 1964 al serialului The Man from U.N.C.L.E., „The Project Strigas Affair”, și cu Kelley (în rolul unui doctor) într-un episod din 1963 al serialului The Virginian, „Man of Violence”. Înainte de Star Trek, Shatner era deja o vedetă, după ce apăruse în mai multe filme notabile, îl interpretase pe Cyrano de Bergerac pe Broadway, și chiar refuzase rolul dr-ului Kildare. Totuși, atunci când rolurile s-au împuținat, el a acceptat rolul în serial, după ce contractul cu Jeffrey Hunter (interpretul Căpitanului Pike) a fost anulat. După difuzarea episoadelor, mulți dintre actori au continuat să fie distribuiți numai în roluri similare datorită impactului pe care l-au avut rolurile lor din Star Trek.
Cele trei personaje principale erau Kirk, Spock și McCoy, având personalități contrastante: Kirk era pasional și deseori agresiv, dar cu un simț al umorului inteligent, Spock era rece și rațional, iar McCoy era sarcastic, dar întotdeauna plin de compasiune. Multe dintre episoade îi prezentau pe cei trei în opoziție: când Kirk era forțat să ia o decizie grea, Spock sugera soluția logică dar de multe ori insensibilă, iar McCoy (sau „Bones”, așa cum l-a poreclit Kirk) pleda pentru orice ar fi făcut mai puțin rău. McCoy și Spock aveau o relație conflictuală, care masca adevăratele lor sentimente reciproce de afecțiune și respect, iar disputele lor permanente au făcut deliciul publicului.
Personajul Spock a fost inițial respins de reprezentanții postului NBC, care se temeau că aspectul său aproape „satanic ” (cu urechi și sprâncene ascuțite) i-ar putea deranja pe unii telespectatori. Totuși, Spock a devenit unul dintre cele mai iubite personaje ale serialului, la fel ca și personalitatea înflăcărată de medic de țară a lui McCoy. De fapt, Spock a devenit un fel de sex simbol  , lucru la care nimeni din personalul serialului nu se așteptase. Leonard Nimoy spune că problema extraordinarei atracții exercitate de dl. Spock apărea "aproape de fiecare dată când vorbeam cu cineva din presă... nu m-am gândit niciodată la asta... ar fi ridicol să încerc să-l privesc pe dl. Spock ca pe un sex simbol."
Sulu și Uhura nu au avut prenume în serial. Prenumele lui Sulu, Hikaru, a fost dezvăluit în romanul The Entropy Effect al autoarei Vonda N. McIntyre. Acest nume a fost introdus „oficial” în canon de către George Takei în Star Trek VI: Țara nedescoperită. Prenumele Uhurei nu a fost niciodată rostit pe ecran, dar numele Nyota a fost folosit de către fani și în romanele ulterioare, fiind în cele din urmă menționat în filmul din 2009, care urmărește începuturile echipajului. Al doilea prenume al lui Kirk nu a fost folosit niciodată în serial până la episodul din Star Trek: Seria animată intitulat „Bem”. Datorită unor neînțelegeri interne relativ la statutul Seriei animate ca făcând oficial parte din universul Star Trek, prenumele mijlociu al lui Kirk (Tiberius) nu a devenit canonic până după evenimentele filmului Star Trek VI: Țara nedescoperită.
Majel Barrett a mai fost și vocea computerului în Seria originală și în multe alte serii și filme Star Trek. Ea a mai interpretat și rolul Primului Ofițer al Căpitanului Pike în episodul pilot „The Cage”. Barrett și Roddenberry s-au căsătorit în 1969.
Producătorii intenționau să extindă personajul Sulu în al doilea sezon, dar, datorită participării lui Takei în filmul lui John Wayne The Green Berets, acesta a apărut doar în jumătate dintre episoade, fiind înlocuit de Walter Koenig în rolul tănârului navigator rus, Aspirantul Pavel Chekov. La întoarcerea lui Takei, cei doi au trebuit să împartă acceași cabină de machiaj și același scenariu. Ei au apărut apoi împreună la cârma navei Enterprise pe tot parcursul serialului. Ar putea exista un sâmbure de adevăr în povestea neoficială că editorialiștii ziarului Pravda din Uniunea Sovietică s-au plâns că, în cosmopolita pleiadă de personaje, nu se afla niciun rus. Acest lucru era văzut ca un afront adus acestei țări, deoarece cosmonautul rus Yuri Gagarin fusese primul om care ajunsese în spațiu. Gene Roddenberry a răspuns: „chestiunea cu Chekov a fost o eroare majoră din partea noastră și încă sunt rușinat de faptul că nu am inclus un personaj rus chiar de la început”. Cu toate acestea, documentele Desilu sugerează că producătorii intenționaseră să introducă în Star Trek un personaj cu mai mult sex appeal pentru adolescenți, și mai ales pentru adolescente. Walter Koenig a spus în 2006, în cadrul unui program special de aniversare a  40 de ani de la debutul serialului Star Trek: Seria originală, că nu are foarte mare încredere în zvonul legat de Pravda, deoarece Star Trek nu fusese difuzat niciodată de televiziunile sovietice.
În plus, serialul includea frecvent personaje (de obicei ofițeri de securitate purtând uniforme roșii) care mor sau sunt rănite imediat după apariția lor pe ecran. Acest artificiu narativ a fost atât de des folosit, încât a inspirat termenul de „cămașă roșie”, care denotă un personaj prototip al cărui unic scop este să moară violent pentru a demonstra situația primejdioasă în care se află personajele principale.

## Episoade
În ceea ce privește calitatea scenariilor, Star Trek iese în evidență prin faptul că este unul dintre primele seriale TV științifico-fantastice care a apelat la serviciile marilor autori contemporani de literatură SF, cum ar fi Robert Bloch, Norman Spinrad, Harlan Ellison și Theodore Sturgeon, precum și ale unor scenariști consacrați. Editorul de scenarii Dorothy C. Fontana (fosta secretară a lui Roddenberry) a avut de asemenea o contribuție vitală la succesul serialului Star Trek - ea a editat majoritatea scenariilor și a scris mai multe episoade. Ea a folosit pseudonimul D.C. Fontana la sugestia lui Gene Roddenberry, care credea că o femeie nu ar fi fost luată în serios datorită faptului că majoritatea autorilor de science fiction erau bărbați.
Serialul a abordat mai multe teme importante, concentrându-se pe explorarea problemelor majore ale Statelor Unite în anii 1960, cum ar fi sexismul, racismul, naționalismul și războiul global. Roddenberry a utilizat alegoria unei nave spațiale din viitor pentru a dezbate aceste teme. Deși Sammy Davis Jr. și Nancy Sinatra au împărtășit un scurt sărut în cadrul programului de varietăți Movin' With Nancy în decembrie 1967, Star Trek a fost primul serial de televiziune American în care a apărut un sărut interrasial între două personaje fictive (între cpt. Kirk și lt. Uhura, în episodul „Plato's Stepchildren”), însă acesta a fost mimat (ascuns după capul unuia dintre personaje) și prezentat ca fiind involuntar.
Episoade precum „The Apple”, „Who Mourns for Adonais?”, „The Mark of Gideon” sau „The Return of the Archons” prezintă teme anti-religioase (datorită în principal umanismului secular al lui Roddenberry) și subversive. „Bread and Circuses” și „The Omega Glory” au teme mai clar pro-religie și patriotice.
Roddenberry a dorit de asemenea să folosească serialul ca pe un cal troian, pentru a trece peste restricțiile impuse de cenzura postului NBC, deghizând teme potențial controversate sub masca genului science fiction. Intervenția companiei sau a sponsorilor în cenzurarea scenariilor sau a materialelor filmate erau ceva obișnuit în anii 1960, iar Star Trek a avut la rândul său de suferit din această cauză. Scenariile erau verificate și cenzurate în mod regulat de către personalul Departamentului de Standarde al NBC, care făcea multiple adnotări pe marginea scenariilor, privind părți care trebuiau modificate ori înlăturate complet.
Seria originală s-a remarcat și datorită conținutului umoristic, ca de exemplu ciondănelile tăioase dar amicale dintre Spock și McCoy. Episoade precum „The Trouble with Tribbles”, „I, Mudd”, sau „A Piece of the Action”, au fost scrise și puse în scenă sub forma unor comedii. Umorul din Star Trek este în general mai voalat în seriile ulterioare și în filme, cu excepții notabile ca Star Trek IV: Călătoria acasă.
Mai multe episoade au folosit conceptul unor copii ale planetei Pământ, ceea ce a permis reutilizarea decorurilor deja existente. „Bread and Circuses”, „Miri” și „The Omega Glory” prezintă asemenea lumi, iar trei episoade, „A Piece Of The Action”, „Patterns Of Force” și „Plato's Stepchildren”, se petrec pe planete extraterestre care au adoptat culturi ale diverselor perioade ale civilizației pământene (Chicago în era prohibiției, Germania nazistă și Grecia antică). Totuși, în „A Piece Of The Action” și „Patterns Of Force”, vedem că aceste lumi sunt rezultatul contaminării populației native acelor planete, fie înainte de impunerea primei directive, fie prin încălcarea acesteia.

### Episoade notabile
Conform Entertainment Weekly, cele mai bune zece episoade ale serialului Star Trek sunt următoarele:
1. „Orașul de la capătul eternității”
2. „Sămânța cosmică”
3. „Oglindă, oglinjoară”
4. „Mașina apocalipsei”
5. „Furie”
6. „Demonul din umbră”
7. „Animăluțe de companie”
8. „În acest loc din Paradis”
9. „Incidentul”
10. „Excursie pe Babel”

În anul 2009, episoadele clasate pe primele zece locuri în topul IMDB (unele episoade au aceeași notă) sunt:
1. „Orașul de la capătul eternității”[50]
2. „Oglindă, oglinjoară”[51]
3. „Echilibrul terorii”,[52], „Sămânța cosmică”[53]
4. „Animăluțe de companie”,[54], „Mașina apocalipsei”[55]
5. „Furie”[56]
6. „Menajeria”,[57][58] „Demonul din umbră”[59]
7. „Excursie pe Babel”,[60] „Incidentul”[61]
8. „Îndurare”[62]
9. „Arena”,[63]„Ziua porumbelului”,[64] „Toate zilele ce-au fost”[65]
10. „Dispozitivul cu corbomită”[66]

## Premii
Deși nu a câștigat niciun Emmy, Star Trek a fost nominalizat la Premiile Emmy, în diverse categorii, printre care următoarele:
- Cel mai bun serial dramatic (Gene Roddenberry și Gene L. Coon), 1967
- Cel mai bun serial dramatic (Gene Roddenberry), 1968
- Cel mai bun actor în rol secundar (Leonard Nimoy în rolul d-lui Spock), 1967, 1968, 1969
- Cel mai bun actor invitat (Frank Gorshin în rolul comisarului Bele), 1969
- Cele mai bune efecte vizuale (Darrell Anderson, Linwood G. Dunn, and Joseph Westheimer), 1967
- Cel mai bun montaj vizual și sonor (Douglas Grindstaff), 1967
- Cel mai bun montaj (Donald R. Rode), 1968

Opt dintre episoadele serialului au fost nominalizate la unul dintre cele mai prestgioase premii science-fiction, Premiul Hugo, în categoria „Cea mai bună prezentare dramatică”. În 1967, episoadele nominalizate au fost „The Naked Time”, „The Corbomite Maneuver” și „The Menagerie”. În 1968, toate episoadele nominalizate aparțineau serialului Star Trek: „Amok Time”, „Mirror, Mirror”, „The Doomsday Machine”, „The Trouble with Tribbles” și „The City on the Edge of Forever”. Star Trek a câștigat în ambii ani, cu episoadele „The Menagerie” și, respectiv, „The City on the Edge of Forever”.
În 1967, Star Trek a fost de asemenea unul dintre primele programe de televiziune care a primit un  premiu NAACP. În 1968, episodul cel mai apreciat de critici, „The City on the Edge of Forever”, scris de Harlan Ellison, a câștigat prestigiosul premiul al Asociației Scriitorilor din America, pentru „Cel mai bun scenariu original”, deși premiul a fost acordat pentru versiunea originală a scenariului scris de Ellison, și nu pentru cea folosită la filmarea episodului.
În 1997, „The City on the Edge of Forever” s-a clasat pe locul 92 în topul TV Guide „100 Cele mai bune episoade din toate timpurile”.
În 2004 și 2007, TV Guide a plasat Star Trek pe locul I în clasamentul serialelor cult.

## În România
În România, Seria Originală a fost transmisă de postul de televiziune Tele7abc pe parcursul anului 1994.

## Vezi și
- Raumpatrouille Orion
- Programul de televiziune al rețelelor din Statele Unite ale Americii din 1966–1967